# Liste der Sommerzeiten

Frühling: Umstellung von Normalzeit auf Sommerzeit – die Uhr wird um eine Stunde vorgestellt.

Die Sommerzeit ist die im Sommerhalbjahr meist um eine Stunde vorgestellte Uhrzeit einer Zeitzone. In Mitteleuropa spricht man von der Mitteleuropäischen Sommerzeit (MESZ; UTC+2). Der offizielle Ausdruck für die dortige Normalzeit bzw. Zonenzeit lautet Mitteleuropäische Zeit (MEZ; UTC+1). Die Mitteleuropäische Hochsommerzeit (MEHSZ; UT+3) – auch „doppelte Sommerzeit“ genannt – war eine Spezial-Zeitzone in den Jahren 1945 und 1947 in Deutschland. Sie entsprach der British Double Summer Time UT+2 als Sommerzeit der War Time UT+1 (WEZ/GMT+1).
Im Folgenden bezeichnet ME(H/S)Z auch die historischen Zeitangaben (Berliner Zeit, Wiener Zeit, u. a.); Bezug bis 1928 GMT, bis 1968 UT, ab 1968 UTC als Weltzeit.

## Liste aller Staaten mit Sommerzeit

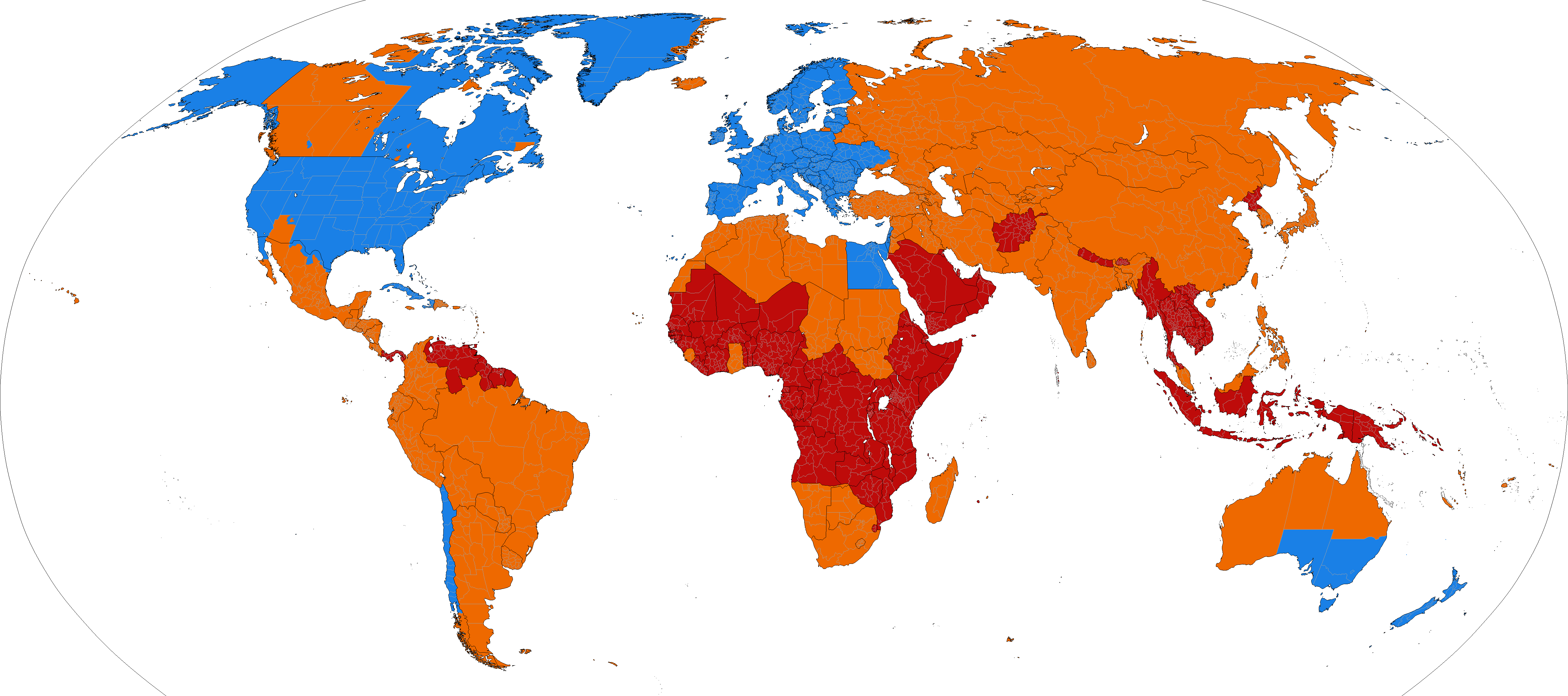

- Alle Mitgliedstaaten der Europäischen Union und des Europäischen Wirtschaftsraums (außer Island)

- Staaten, in denen eine Sommerzeit im selben Zeitraum wie in der Europäischen Union gilt:
Albanien, Andorra, Bosnien und Herzegowina, Kosovo, Libanon, Moldawien, Monaco, Montenegro, Nordmazedonien, San Marino, Schweiz, Serbien, Ukraine, Vatikanstadt, Vereinigtes Königreich von Großbritannien und Nordirland

- Staaten, in denen eine Sommerzeit in einem anderen Zeitraum gilt:
Ägypten, Australien (teilweise), Bahamas, Bermuda, Chile (teilweise), Israel, Kanada (teilweise), Kuba, Neuseeland, Palästinensische Autonomiegebiete, Paraguay, USA (teilweise)

## Weltweite Angaben
Eine viel benutzte Quelle für (historische) Sommerzeit-Angaben ist The International Atlas von Thomas Shanks und Rique Pottenger sowie Edward Whitmans „World Time Differences“. Das halbjährlich aktualisierte Standard Schedules Information Manual der IATA gibt über die aktuell gültigen Sommerzeiten Auskunft.
Die Internet Assigned Numbers Authority führt auf ihrer Webseite eine weltweit gültige, stets aktualisierte und von Computern lesbare Liste sämtlicher Zeitzonen und Sommerzeiten. Damit Zeitspannen auch über Sommerzeit-Änderungen (und Wechsel der Zeitzonen) hinweg korrekt berechnet werden, sind darin auch historische Sommerzeit-Regelungen angegeben. Ein Beispiel für einen solchen Eintrag ist Malta:
```
# Rule NAME FROM TO TYPE IN ON AT SAVE LETTER/S
Rule Malta 1975 1979 - Apr Sun>=15 2:00 1:00 S
Rule Malta 1975 1980 - Sep Sun>=15 2:00 0 -
```

Diese Zeilen besagen, dass von 1975 bis 1979 die Uhr um 2 Uhr morgens um eine Stunde vorgestellt wurde, und zwar am ersten Sonntag im April, der auf den 15. oder einen späteren Kalendertag fällt. Im September wurde die Uhr nach der gleichen Regel auf die normale Zeit zurückgestellt.

## Gemeinsame europäische Sommerzeit
Seit 1980 propagiert die Europäische Union (vormals EWG/EG) eine gemeinsame Sommerzeitregelung, die auch in diversen anderen assoziierten Staaten übernommen wurde. Sie erstreckte sich anfangs vom letzten Sonntag im März bis zum letzten Sonntag im September, Zeitumstellung um 02:00 MEZ (01:00 UTC) ↔ 03:00 MESZ. 1996 wurde sie bis zum letzten Sonntag im Oktober ausgedehnt.

### 1980–1995
- 06.04.1980, 02:00 MEZ – 28.09.1980, 03:00 MESZ
- 29.03.1981, 02:00 MEZ – 27.09.1981, 03:00 MESZ
- 28.03.1982, 02:00 MEZ – 26.09.1982, 03:00 MESZ
- 27.03.1983, 02:00 MEZ – 25.09.1983, 03:00 MESZ
- 25.03.1984, 02:00 MEZ – 30.09.1984, 03:00 MESZ
- 31.03.1985, 02:00 MEZ – 29.09.1985, 03:00 MESZ
- 30.03.1986, 02:00 MEZ – 28.09.1986, 03:00 MESZ
- 29.03.1987, 02:00 MEZ – 27.09.1987, 03:00 MESZ
- 27.03.1988, 02:00 MEZ – 25.09.1988, 03:00 MESZ
- 26.03.1989, 02:00 MEZ – 24.09.1989, 03:00 MESZ
- 25.03.1990, 02:00 MEZ – 30.09.1990, 03:00 MESZ
- 31.03.1991, 02:00 MEZ – 29.09.1991, 03:00 MESZ
- 29.03.1992, 02:00 MEZ – 27.09.1992, 03:00 MESZ
- 28.03.1993, 02:00 MEZ – 26.09.1993, 03:00 MESZ
- 27.03.1994, 02:00 MEZ – 25.09.1994, 03:00 MESZ
- 26.03.1995, 02:00 MEZ – 24.09.1995, 03:00 MESZ

### Seit 1996
- 31.03.1996, 02:00 MEZ – 27.10.1996, 03:00 MESZ
- 30.03.1997, 02:00 MEZ – 26.10.1997, 03:00 MESZ
- 29.03.1998, 02:00 MEZ – 25.10.1998, 03:00 MESZ
- 28.03.1999, 02:00 MEZ – 31.10.1999, 03:00 MESZ
- 26.03.2000, 02:00 MEZ – 29.10.2000, 03:00 MESZ
- 25.03.2001, 02:00 MEZ – 28.10.2001, 03:00 MESZ
- 31.03.2002, 02:00 MEZ – 27.10.2002, 03:00 MESZ
- 30.03.2003, 02:00 MEZ – 26.10.2003, 03:00 MESZ
- 28.03.2004, 02:00 MEZ – 31.10.2004, 03:00 MESZ
- 27.03.2005, 02:00 MEZ – 30.10.2005, 03:00 MESZ
- 26.03.2006, 02:00 MEZ – 29.10.2006, 03:00 MESZ
- 25.03.2007, 02:00 MEZ – 28.10.2007, 03:00 MESZ
- 30.03.2008, 02:00 MEZ – 26.10.2008, 03:00 MESZ
- 29.03.2009, 02:00 MEZ – 25.10.2009, 03:00 MESZ
- 28.03.2010, 02:00 MEZ – 31.10.2010, 03:00 MESZ
- 27.03.2011, 02:00 MEZ – 30.10.2011, 03:00 MESZ
- 25.03.2012, 02:00 MEZ – 28.10.2012, 03:00 MESZ
- 31.03.2013, 02:00 MEZ – 27.10.2013, 03:00 MESZ
- 30.03.2014, 02:00 MEZ – 26.10.2014, 03:00 MESZ
- 29.03.2015, 02:00 MEZ – 25.10.2015, 03:00 MESZ
- 27.03.2016, 02:00 MEZ – 30.10.2016, 03:00 MESZ
- 26.03.2017, 02:00 MEZ – 29.10.2017, 03:00 MESZ
- 25.03.2018, 02:00 MEZ – 28.10.2018, 03:00 MESZ
- 31.03.2019, 02:00 MEZ – 27.10.2019, 03:00 MESZ
- 29.03.2020, 02:00 MEZ – 25.10.2020, 03:00 MESZ
- 28.03.2021, 02:00 MEZ – 31.10.2021, 03:00 MESZ
- 27.03.2022, 02:00 MEZ – 30.10.2022, 03:00 MESZ
- 26.03.2023, 02:00 MEZ – 29.10.2023, 03:00 MESZ
- 31.03.2024, 02:00 MEZ – 27.10.2024, 03:00 MESZ
- 30.03.2025, 02:00 MEZ – 26.10.2025, 03:00 MESZ

## Deutschland
Sommerzeiten gab es in Deutschland von 1916 bis 1918, von 1940 bis 1949 (teilweise nur in bestimmten Landesteilen)
und ab 1980.

### 1916–1918
- 30.04.1916, 23:00 MEZ – 01.10.1916, 01:00 MESZ
- 16.04.1917, 02:00 MEZ – 17.09.1917, 03:00 MESZ
- 15.04.1918, 02:00 MEZ – 16.09.1918, 03:00 MESZ

### 1940–1944
- 01.04.1940, 02:00 MEZS – 31.12.1940, 24:00 MESZ
- 01.01.1941, 00:00 MESZ – 31.12.1941, 24:00 MESZ
- 01.01.1942, 00:00 MESZ – 02.11.1942, 03:00 MESZ
- 29.03.1943, 02:00 MEZS – 04.10.1943, 03:00 MESZ
- 03.04.1944, 02:00 MEZS – 02.10.1944, 03:00 MESZ

### 1945–1949
1945 – Berlin und sowjetisch besetzte Zone
- 24.05.1945, 02:00 MEZHS – 24.09.1945, 03:00 MEHSZ
- 24.09.1945, 03:00 MEHSZ – 18.11.1945, 03:00 MESZ

1945 – Übriges Deutschland
- 02.04.1945, 02:00 MEZHS – 16.09.1945, 02:00 MESZ

1946–1947 – Ganzes deutsches Territorium
- 14.04.1946, 02:00 MEZHS – 07.10.1946, 03:00 MESZ
- 06.04.1947, 03:00 MEZHS – 11.05.1947, 03:00 MESZ
- 11.05.1947, 03:00 MESZH – 29.06.1947, 03:00 MEHSZ
- 29.06.1947, 03:00 MEHSZ – 05.10.1947, 03:00 MESZ

1948–1949 – Sowjetisch besetzte Zone
- 18.04.1948, 03:00 MEZ – 03.10.1948, 03:00 MESZ
- 10.04.1949, 03:00 MEZ – 02.10.1949, 03:00 MESZ

1948–1949 – Übriges Deutschland
- 18.04.1948, 02:00 MEZ – 03.10.1948, 03:00 MESZ
- 10.04.1949, 02:00 MEZ – 02.10.1949, 03:00 MESZ

### Ab 1980
Bundesrepublik und DDR mit Ausnahme von Büsingen am Hochrhein, seit 1981 auch Büsingen, seit 1991 nur Bundesrepublik: gemeinsame europäische Sommerzeit.

## Österreich
In Österreich
wurde 1916 die Sommerzeit eingeführt. Sie galt bis 1920 mit Ausnahme 1919, wobei Salzburg 1920 schon am 1. Mai zurückstellte.
Mit dem Anschluss Österreichs 1938 an das Deutsche Reich galten dessen Regelungen bis zum Einmarsch der Alliierten und der Rücknahme nationalsozialistischer Regelungen. Von 1946 bis 1948 beschloss Österreich dieselben Regelungen wie Westdeutschland exklusive der Hochsommerzeit.
1980 wurde die Sommerzeit wie in Deutschland wieder eingeführt, im Einführungsjahr nach der damaligen gesetzlichen Vorschrift 24:00 MEZ (01:00 UTC) → 01:00 MESZ; Rückstellung 24:00 MESZ (02:00 UTC) → 23:00 MEZ, mit den Datumssprüngen eine ähnlich unübersichtliche Regelung wie 1916. Seit dem EU-Beitritt 1995 wird in den Verordnungen direkt auf die EU-Regelungen verwiesen.

### 1916–1920
- 30.04.1916, 23:00 MEZ – 01.10.1916, 01:00 MESZ (wie Deutschland)
- 16.04.1917, 02:00 MEZ – 17.09.1917, 03:00 MESZ (wie Deutschland)
- 15.04.1918, 02:00 MEZ – 16.09.1918, 03:00 MESZ (wie Deutschland)
- 1919 keine Sommerzeit; verordnet aber wieder zurückgenommen[8][9]
- 05.04.1920, 02:00 MEZ – 13.09.1920, 03:00 MESZ – Restösterreich
- 05.04.1920, 02:00 MEZ – 01.05.1920, 01:00 MESZ – Salzburg exklusive Staatseisenbahn

### 1940–1948
- 1940–1944 siehe Deutschland
- 02.04.1945, 02:00 MEZ – Befreiung durch die Alliierten, in Wien bis zum 12.04.1945, andernorts spätestens bis zum 23.04.1945[6]
- 14.04.1946, 02:00 MEZ – 07.10.1946, 03:00 MESZ
- 06.04.1947, 03:00 MEZ – 05.10.1947, 03:00 MESZ
- 18.04.1948, 02:00 MEZ – 03.10.1948, 03:00 MESZ

### Ab 1980
- 06.04.1980, 00:00 MEZ – 27.09.1980, 24:00 MESZ

dann gemeinsame europäische Sommerzeit, seit dem EU-Beitritt 1995 mit direktem Verweis auf die EU-Regelungen

## Schweiz
In der Schweiz
galt in den Jahren 1941 und 1942 die Sommerzeit von Anfang Mai bis Anfang Oktober. Seit 1981 gilt die gleiche Sommerzeitregelung wie in den Nachbarstaaten.

### 1941–1942
- 05.05.1941, 02:00 MEZ – 06.10.1941, 00:00 MESZ
- 04.05.1942, 02:00 MEZ – 05.10.1942, 00:00 MESZ

### Ab 1981
Übernahme der gemeinsamen europäische Sommerzeit

## Niederlande
In den Niederlanden
war die Bezugzeit des frühen 20. Jahrhunderts die Amsterdamer Zeit (Amsterdamse Tijd AT). 1916 wurde die Sommerzeit Amsterdamse Zomertijd (AZT) eingeführt, die mit wechselnder Regelung bis 1939 galt.
Mit der Besetzung durch das Deutsche Reich am 10. Mai 1940 wurde die Berliner Zeit (MEZ, AT–0:40) eingeführt, es galten hier dieselben Regelungen bis zur beginnenden Befreiung im September 1944, als dann die British Double Summer Time UT+2 und dann die War Time (British Summer Time) UT+1 Anwendung fanden. Die Rückkehr zur Mitteleuropäischen Zeit erfolgte Anfang Oktober 1944.
Nach 1944 gab es, obwohl diese im benachbarten Deutschland noch bis 1949 galt, keine Sommerzeit mehr. 1977 wurde die Sommerzeit wieder eingeführt, ab 1981 galt die EEG/EG-Regelung.

### 1916–1944
- 01.05.1916 00:00 AT – 01.10.1916 00:00 AZT (jeweils erster Tag des Monats)
- 16.04.1917 02:00 AT – 17.09.1917 03:00 AZT (jeweils dritter Montag des Monats)
- 01.05.1918 02:00 AT – 30.09.1918 03:00 AZT (erster Montag im April bis letzten Montag im September)
- 07.04.1919 02:00 AT – 29.09.1919 03:00 AZT
- 05.04.1920 02:00 AT – 27.09.1920 03:00 AZT
- 04.04.1921 02:00 AT – 26.09.1921 03:00 AZT
- 26.03.1922 02:00 AT – 08.10.1922 03:00 AZT (ab dem letzten Sonntag des März bis zum Sonntag des ersten Wochenendes im Oktober)
- 01.06.1923 02:00 AT – 07.10.1923 03:00 AZT (ab dem ersten Freitag im Juni)
- 30.03.1924 02:00 AT – 05.10.1924 03:00 AZT (ab dem letzten Sonntag im März)
- 05.06.1925 02:00 AT – 04.10.1925 03:00 AZT (ab dem ersten Freitag im Juni)
- 15.05.1926 02:00 AT – 03.10.1926 03:00 AZT (ab dem 15. Mai [bis 1939], wenn dies ein Pfingsttag ist, ab dem 22. Mai)
- 15.05.1927 02:00 AT – 02.10.1927 03:00 AZT
- 15.05.1928 02:00 AT – 07.10.1928 03:00 AZT
- 15.05.1929 02:00 AT – 06.10.1929 03:00 AZT
- 15.05.1930 02:00 AT – 05.10.1930 03:00 AZT
- 15.05.1931 02:00 AT – 04.10.1931 03:00 AZT
- 22.05.1932 02:00 AT – 02.10.1932 03:00 AZT
- 15.05.1933 02:00 AT – 08.10.1933 03:00 AZT
- 15.05.1934 02:00 AT – 07.10.1934 03:00 AZT
- 15.05.1935 02:00 AT – 06.10.1935 03:00 AZT
- 15.05.1936 02:00 AT – 04.10.1936 03:00 AZT
- 22.05.1937 02:00 AT – 03.10.1937 03:00 AZT
- 15.05.1938 02:00 AT – 02.10.1938 03:00 AZT
- 15.05.1939 02:00 AT – 08.10.1939 03:00 AZT
- 1940–1944 siehe oben, im befreiten Teil 1944 British Double Summer Time

### Seit 1977
- 03.04.1977 02:00 MEZ – 25.09.1977 03:00 MESZ (ab dem ersten Sonntag im April bis zum Sonntag vor dem ersten Oktoberwochenende)
- 02.04.1978 02:00 MEZ – 01.10.1978 03:00 MESZ
- 01.04.1979 02:00 MEZ – 30.09.1979 03:00 MESZ

dann gemeinsame europäische Sommerzeit

## Türkei
Die Türkei hat im September 2016 infolge der Ablehnung einiger EU-Staaten bzgl. eines möglichen EU-Beitritts aus politischen Gründen beschlossen, durchgängig die Sommerzeit zu behalten, und befindet sich damit das ganze Jahr über unverändert in der FET (Further-Eastern European Time Zone UTC+3). Vorher nutzte man von Ende Oktober bis Ende März UTC+2, OEZ (Osteuropäische Zeit).
Das große Istanbul liegt auf 29,0° Ost sehr genau am Zeitmeridian E30° für UTC+2, die viel kleinere Hauptstadt Ankara auf 32,9° Ost, der Flächenschwerpunkt der Türkei liegt noch etwas weiter östlich bei (abgerundet auf ganze Grad) 35° Ost, entsprechend einer Ortszeit von UTC+2:20.